# 炎徼紀聞
《炎徼紀聞》，又名《行边纪闻》，是明朝嘉靖年間田汝成所撰寫，顾名儒作序，內容有關明代人物和事件的筆記，有文章14篇。本書為《四庫全書》所收錄；而坊間目前也存有多個不同的版本：有分作一卷或分作四卷兩個版本。1937年，商務印書館又將嘉靖年的木刻本影印重新發行。

## 外部連結
- 《行边纪闻》在Google Books的內容。